# Bistum La Spezia-Sarzana-Brugnato
Das Bistum La Spezia-Sarzana-Brugnato (lat.: Dioecesis Spediensis-Sarzanensis-Brugnatensis, ital.: Diocesi della Spezia-Sarzana-Brugnato) ist eine in Italien gelegene römisch-katholische Diözese mit Sitz in La Spezia.

## Geschichte
Das Bistum La Spezia-Sarzana-Brugnato wurde im Jahre 465 durch Papst Hilarius als Bistum Luni errichtet. Am 21. Juli 1465 wurde dem Bistum Luni das Bistum Sarzana angegliedert. Dem Bistum Luni und Sarzana wurde am 25. November 1820 durch Papst Pius VII. mit der Apostolischen Konstitution Sollicita quam das Bistum Brugnato angegliedert.
Am 12. Januar 1929 wurde das Bistum Luni, Sarzana und Brugnato in Bistum Luni o La Spezia, Sarzana und Brugnato umbenannt. Das Bistum Luni o La Spezia, Sarzana und Brugnato wurde am 4. August 1975 in Bistum La Spezia, Sarzana und Brugnato umbenannt. Am 30. September 1986 wurde das Bistum La Spezia, Sarzana und Brugnato durch die Kongregation für die Bischöfe mit dem Dekret Instantibus votis in Bistum La Spezia-Sarzana-Brugnato umbenannt.